# Уилсон, Роберт Ратбун
Роберт Ратбун Уилсон (англ. Robert Rathbun Wilson, 4 марта 1914, Фронтир, США — 16 января 2000, Итака, США) — американский физик, работавший в области ядерной физики и ускорителей частиц. Возглавлял одну из групп, принимавших участие в Манхэттенском проекте. Основал и в 1967—1978 годах являлся директором Фермилаб.

## Биография

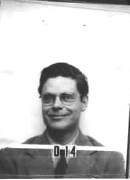
Фотография Р. Уилсона на бейдже Лос-Аламосской лаборатории

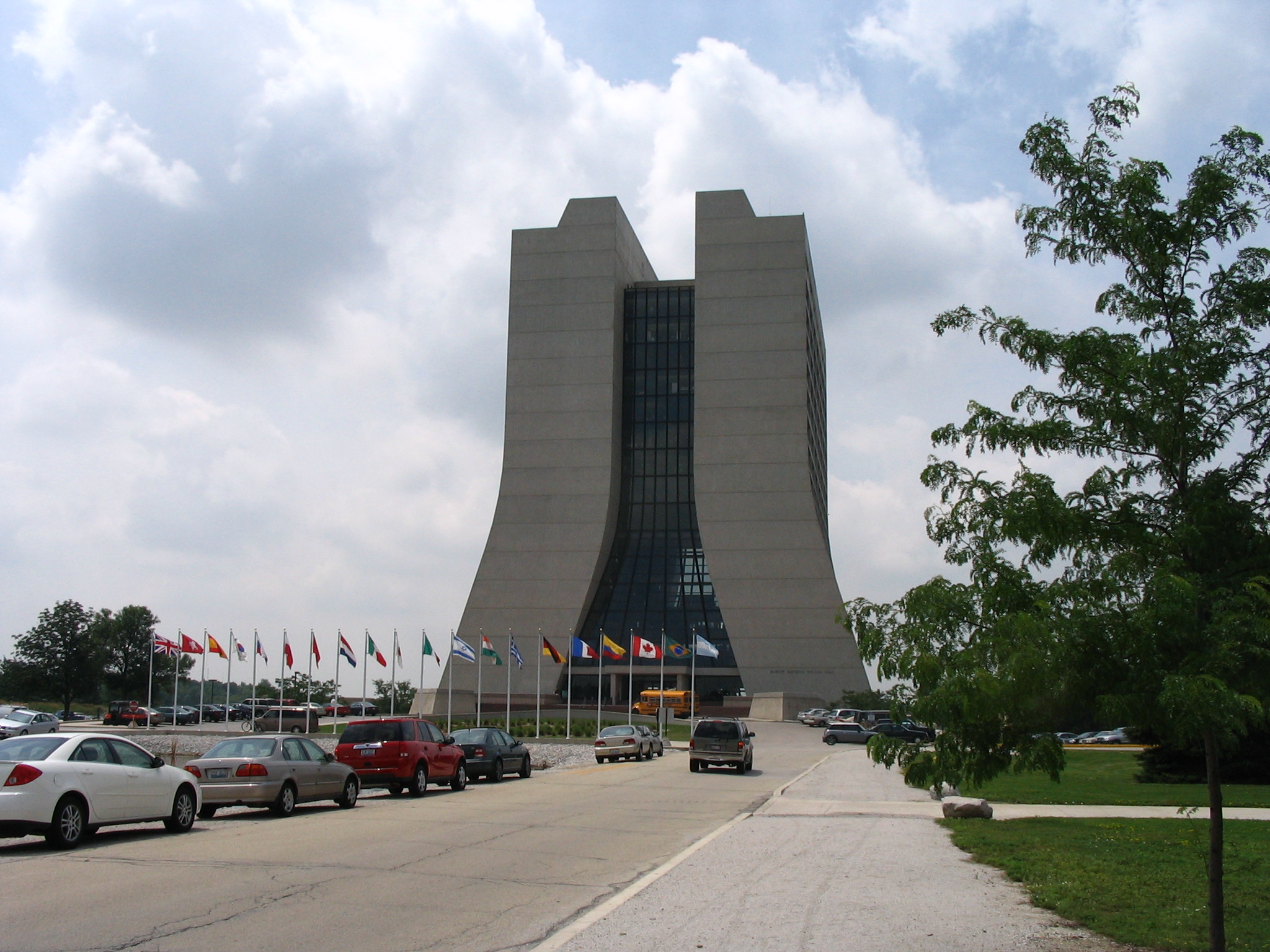
Внешний вид Уилсоновского холла многим обязан ему самому

Родился 4 марта 1914 года в Фронтире, США. Окончил Калифорнийский университет в Беркли с дипломом бакалавра в 1936 году. Уже тогда заявил о себе как о талантливом учёном, единственный из всех студентов решив задачу, заданную Эрнестом Лоуренсом в ходе одного из курсов. Для решения задачи необходимо было найти величину электрического поля в циклотроне. В то время как другие студенты пытались решить задачу, формально проделав сложные математические выкладки, Роберт Уилсон построил упрощённую модель циклотрона в физической лаборатории и определил электрическое поле экспериментально. Тогда же опубликовал свою первую работу в «Physical Review».
После окончания обучения остался в Беркли в аспирантуре, работая под руководством Лоуренса над проблемами создания циклотронов. Получил диплом доктора философии 1940 году. После получения диплома работал в Принстонском университете, где открыл электромагнитный метод разделения изотопов урана — так называемый изотронный метод.
В 1944 году был приглашён Робертом Оппенгеймером в Манхэттенский проект. После некоторых колебаний согласился и возглавил отдел экспериментальной ядерной физики в Лос-Аламосе.
По окончании войны выступил одним из сооснователей Федерации американских учёных и являлся её председателем в 1946 году.
После непродолжительной работы в Гарвардском университете в 1947 году перешёл на должность директора лаборатории ядерных исследований в Корнеллский университет. Здесь осуществил эксперименты, которые позднее были интерпретированы как доказательства того, что протоны состоят из кварков.
В 1967 году покинул Корнелл для того, чтобы основать Фермилаб, первым директором которого сам и стал. Здесь продемонстрировал себя выдающимся конструктором магнитов, удерживающих пучок быстрых частиц внутри ускорительного кольца. Также им был спроектирован внешний вид здания Фермилаб, который был призван привлекать своим эстетическим видом самых лучших учёных. В 1978 году покинул должность директора лаборатории, поскольку посчитал, что государство недостаточно финансирует его проекты.
В 1985 году был избран президентом Американского физического общества.

## Членство в общественных организациях и академиях
- Национальная академия наук США
- Американское философское общество

## Награды
- 1961 — Стипендия Гуггенхайма[2]
- 1964 — Медаль Эллиота Крессона
- 1968 — Премия памяти Рихтмайера
- 1973 — Национальная научная медаль США
- 1984 — Премия Энрико Ферми
- 1995 — Премия Эндрю Геманта, Американский институт физики